# Bonifacij I. Montferraški

‎
Bonifacij I. Monferraški (italijansko Bonifacio del Monferrato, grško Βονιφάτιος Μομφερρατικός, Vonifatios Momferratikos), monferraški markiz, eden od voditeljev četrtega križarskega pohoda in prvi kralj Solunskega kraljestva (1204-1207), * okrog 1150, † 4. september 1207.
Bonifacij je bil tretji sin Viljema V. Montferraškega in Judite Babenberške in mlajši brat Viljema 'Longsworda', grofa Jaffe in Askalona, in Konrada Jeruzalemskega. Rojen je bil po očetovi vrnitvi z drugega križarskega pohoda. 

## Bonifacij v Italiji
Junaška dela mladega Bonifacija je že v poznih 1070. letih opeval njegov dober prijatelj in dvorni trubadur Raimbaut de Vaqueiras v slavnem epu »Valen marques, senher de Monferrat«. V epu je opisana rešitev Jakopine Ventimiljske iz rok njenega strica grofa Otona, ki si je hotel prisvojiti njeno dediščino in jo poslati na Sardinijo. Ko je Albert Malaspinski, mož ene od Bonifacijevih sester, ugrabil Saladino Demarsko, dekle iz ugledne genovske družine, jo je Bonifacij rešil in jo izročil njenemu ljubljencu Ponsetu d'Aguilarskemu.
Bonifacij je, tako kot vsi drugi člani njegove družine, podpiral svojega bratranca Friderika I. Barbarosso v vojnah proti neodvisnim mestnim skupnostim iz Langobardske lige. 
Bonifacijev najstarejši brat Viljem je bil poročen z dedinjo Jeruzalemskega kraljestva princeso Sibilo in je leta 1177 kmalu po poroki umrl. Leta 1179 je bizantinski cesar Manuel I. Komnen (1143–1180) ponudil svojo hčerko Marijo Porfirogeneto za ženo enemu od sinov Viljema V.. Ker sta bila Bonifacij in njegov starejši brat Konrad že poročena, Friderik pa je bil duhovnik, se je z njo poročil najmlajši brat Renier. V Bizancu se je preimenoval v Ivana in dobil naslov kaisar. Ko je na oblast prišel uzurpator Andronik I. Komnen (1183–1185), so Ivana in soprogo Marijo Komneno umorili. 
Leta 1183 je bil Bonifacijev nečak Balduin V. kronan kot so-kralj Jeruzalemskega kraljestva. Viljem V. je odšel v Jeruzalem, da bi podprl svojega vnuka, Montferrat pa je prepustil sinovoma Bonifaciju in Konradu. Leta 1187 se je na vzhod odpravil še Konrad. Bizantinski cesar Izak II. Angel (1185-1195 in 1203-1204) je namreč Bonifaciju ponudil za ženo svojo sestro Teodoro, ker pa se je Bonifacij ravnokar drugič poročil, Konrad pa je bil vdovec, se je z njo poročil Konrad.
Leta 1189 se je Bonifacij pridružil regentskemu svetu, ki je vladal v imenu mladoletnega Tomaža I. Savojskega, sina Bonifacijevega bratranca Huberta III.. Leta 1191 mu je novi cesar Henrik VI. podelil grofijo Incisa, potem pa je izbruhnila petnajstletna vojna s sosednjima mestoma Asti in Alessandrija. Bonifacij se je pridružil Kremonski ligi, obe omenjeni mesti pa Milanski ligi. Bonifacij je junija 1191 pri Montigliju obe mesti porazil in prva faza vojne se je aprila 1193 končala s premirjem. 
Bonifacij je po očetovi smrti leta 1191 dobil naslov montferraškega markiza, brat Konrad pa je leta 1192 postal kralj Jeruzalemskega kraljestva. Konradovi nasledniki niso imeli do Montferrata nikoli nobenih zahtev.
Junija 1194 je bil Bonifacij imenovan za enega od voditeljev pohoda Henrika VI. na Sicilijo. V Messini je sredi pomorske bitke med ladjevjema Genove in Pise Vaqueiras Bonifacija zaščitil s svojim ščitom in dal trubadurjem novo vzpodbudo za opevanje njegove viteške slave. Sicilska odprava se je končala s Henrikovim kronanjem za sicilskega kralja.
Oktobra 1194 je bilo premirja z Astijem konec. Bonifacij je junija 1198 sklenil novo zavezništvo z Acquijem. Sledili so številni spopadi in pohodi, leta 1199 pa je postalo jasno, da je vojna izgubljena in Bonifacij se je začel pogajati.
V 1180. in 1190. letih je Bonifacij kljub vojnam vladal enemu najbolj prestižnih dvorov, na katerem so gojili viteštvo in trubadursko poezijo. V 12. stoletju se piemontski jezik, ki se je do danes pod francoskim in italijanskim vplivom močno spremenil, skoraj ni razlikoval od ocitanščine južne Francije in Katalonije. Dvor so poleg Vaquierasa obiskovali tudi Peire Vidal, Gaucelm Faidit in Arnaut de Mareuil. Bonifacijevo pokroviteljstvo so vsi na široko opevali: za Gaucelma je bil Mon Thesaur (Moj zaklad), Vaqueiras pa ga je večkrat imenoval N'Engles (Gospod Anglež). Vidal omenja tudi Bonifacijevo sestro, markizo Azalaïs.

## Četrta križarska vojna
Cilj četrte križarske vojne (1201–1204) je bil izkrcanje križarske vojske v Egiptu in osvoboditev Jeruzalema, ki ga je 2. oktobra 1187 po 88 letih krščanske vladavine osvojil Saladin. 
Za voditelja četrtega križarskega pohoda so najprej izbrali grofa Teobalda III. Šampanjskega. Ker je Teobald leta 1201 umrl, so namesto njega izbrali Bonifacija Montferraškega. Razlogov, da so izbrali ravno njega, je več: bil je izkušen vojak in dobil je priložnost, da si povrne ugled, ki ga je izgubil po porazih na domačih tleh. Poleg tega je bila njegova družina na vzhodu zelo znana: nečak Balduin in brat Konrad sta bila kralja Jeruzalemskega kraljestva, nečakinja Marija pa prestolonaslednica kraljestva. Bonifacijev bratranec, nemški kralj Filip Švabski, je bil poročen z Ireno Angel, hčerko odstavljenega bizantinskega cesarja Izaka II. Angela in nečakinjo Konradove druge žene Teodore. 
Bonifacij je takoj po svoji izvolitvi začel iskati prevoznika za svojo vojsko. Marca 1201 se je z Benetkami dogovoril za prevoz 33.500 križarjev in 4.500 konj za ceno 85.000 srebrnih mark. 
Božič leta 1201 je Bonifacij preživel s Filipom Švabskim v Hagenau. Tam sta se srečala z Aleksejem Angelom, sinom Izaka II., ki je pobegnil pred maščevanjem svojega strica Alekseja III. Angela. Pogovarjali so se o možnosti, da bi s pomočjo križarske vojske uveljavili Aleksejevo pravico do bizantinske krone. Bonifacij in Aleksej sta nato vsak zase odpotovala v Rim po blagoslov papeža Inocenca III.
Število križarjev, ki so se že leta 1201 začeli zbirati v Benetkah, je bilo mnogo manjše od pričakovanega. Namesto 33.500 se jih je zbralo samo 12.000, za prevoz pa so bili pripravljeni plačati samo 51.000 in ne 85.000 mark. Beneški dož Enrico Dandolo je bil pripravljen prepeljati križarje tudi za takšno ceno pod pogojem, da na poti v Sveto deželo v njegovo korist osvojijo Zadar in Bizanc. Križarji so njegove pogoje sprejeli.
Enrico Dandolo se je pridružil križarski vojski in sam postal neformalni vodja pohoda, tako da je Bonifacij postal zgolj okras. 
Križarji so leta 1202 osvojili Zadar in leta 1204 Bizanc. Vitezi in prebivalci osvojenega Bizanca so pričakovali, da bo za novega cesarja izvoljen Bonifacij, Benečani pa so njegovo izvolitev preprečili, ker je imel v cesarstvu preveč dobrih zvez in bi bil zato lahko ogrožen beneški vpliv. Namesto njega so za cesarja izvolili Balduina Flandrijskega.

## Ustanovitev Solunskega kraljestva
Po propadu Bizantinskega cesarstva se je začela delitev bizantinskega ozemlja in Bonifacij je ustanovill Solunsko kraljestvo, h kateremu je spadala tudi Kreta. Kreto je kasneje prodal Benečanom. Viri iz poznega 13. stoletja in 14. stoletja trdijo, da so Bonifacijeve zahteve do Soluna temeljile na trditvi, da je njegov mlajši brat Renier dobil Solun leta 1180 s poroko s cesarjevo hčerko Marijo Komneno. 
Solunsko kraljestvo je bilo v stalnih sporih s sosednjimi državami in Bonifacija so 4. septembra 1207 iz zasede ubili Bolgari. Njegovo glavo so poslali bolgarskemu carju Kalojanu. 

## Družina
Bonifacij se je leta 1170 poročil s Heleno del Bosco. Z njo je imel najmanj enega sina in hčerko. Niketas Honiates pravi, da je ovdovel in se leta 1186 ponovno poročil. Za hčerko Agnezo se zato ne da natančno ugotoviti, ali je bila rojena v prvem ali v drugem zakonu.
- Viljem VI., rojen okrog leta 1173, montferraški markiz
- Beatrice, poročena s Henrikom II., markizom Savone, kot tretja žena od njegovih treh žena. V Vaqueirasovi pesmi iz leta 1190 je prikazana kot Bel Cavalier (Lepi vitez)
- Agneza, poročena s cesarjem Henrikom Flandrijskim, umrla leta 1207

Nekateri viri trdijo, da se je Bonifacij leta 1197 poročil z Eleonoro, hčerko svojega bratranca Humberta III. Savojskega. Tudi če je to res, z njo ni imel poznanih otrok, ker je že leta 1202 umrla. 
Leta 1204 se je v Bizancu poročil s cesarico vdovo Margareto Madžarsko, hčerko kralja Béle III. Madžarskega. Margareta je bila vdova po cesarju Izaku II. Angelu. Z njo je imel sina
- Dimitrija, rojenega okrog leta 1205, kralja Solunskega kraljestva